# Rubus tardus
Rubus tardus är en rosväxtart som beskrevs av William Charles Richard Watson. Rubus tardus ingår i släktet rubusar, och familjen rosväxter. Inga underarter finns listade i Catalogue of Life.